# Лаинес, Мауро
Ма́уро Альбе́рто Лаи́нес Ле́йва (исп. Mauro Alberto Laínez Leyva; род. 9 мая 1996, Вильяэрмоса) — мексиканский футболист, вингер клуба «Хуарес».
Младший брат Мауро — Диего, также профессиональный футболист.

## Клубная карьера
Лаинес — воспитанник клуба «Пачука». 20 августа 2015 года в поединке Кубка Мексики против «Венадос» Мауро дебютировал за основной состав. В начале 2016 года для получения игровой практики Лаинес на правах аренды перешёл в «Минерос де Сакатекас». 17 января в матче против «Хуарес» он дебютировал Лиге Ассенсо. 27 ноября в поединке против «Дорадос де Синалоа» Мауро забил свой первый гол за «Минерос де Сакатекас». Летом 2017 года Лаинес был отдан в аренду в «Леон». 19 ноября в матче против «Гвадалахары» он дебютировал в мексиканской Примере.
Летом 2018 года Лаинес был арендован Лобос БУАП. 23 июля в матче против «Сантос Лагуна» он дебютировал за новый клуб. 29 июля в поединке против «Веракрус» Мауро забил свой первый гол за Лобос БУАП.
Летом 2019 года Лаинес на правах аренды перешёл в «Тихуану». 25 августа в матче против «Толуки» он дебютировал за новую команду. 26 сентября в поединке против «Монаркас Морелия» Мауро забил свой первый гол за «Тихуану». 

## Международная карьера
В 2015 году Линес в составе молодёжной сборной Мексики стал победителем чемпионате КОНКАКАФ среди молодёжных команд на Ямайке. На турнире он сыграл в матчах против Канады, Гондураса,  и Гаити. В поединке против гаитян Мауро забил гол.
Летом того же года Лаинес принял участие в молодёжном чемпионате мира в Новой Зеландии. На турнире он сыграл в матче против Сербии.
В 2019 году в составе олимпийской сборной Мексики Канту принял участие в Панамериканских играх в Перу. На турнире он сыграл в матчах против команд Панамы, Эквадора, Гондураса и Уругвая. В поединке против эквадорцев Мауро забил гол.

## Достижения
Мексика (до 20)
- Чемпионат КОНКАКАФ среди молодёжных команд — 2015